# روس مكدونالد
روس مكدونالد (بالإنجليزية: Sir Robert Ross McDonald)‏ هو سياسي أسترالي، ولد في 25 يناير 1888 في ألباني في أستراليا، وتوفي في 25 مارس 1964 في أستراليا. حزبياً، نشط في Nationalist Party (Australia) ‏. وقد انتخب عضو الجمعية التشريعية لأستراليا الغربية.